# François Durbach
Pour les articles homonymes, voir Durbach.
François, Jean, Frédéric Durbach, né à Cattenom (Luxembourg français) ou à Longeville (Franche-Comté) le 15 avril 1763 et mort à Tarbes (Hautes-Pyrénées) le 16 septembre 1827, était un homme politique français.

## Biographie
Fils de Mathias Durbach et Catherine Temmels, il est le beau-frère du maréchal Édouard Mortier.
Grand propriétaire foncier, il est nommé administrateur de la Moselle en 1790. Condamné à mort en 1793, il parvient à s'échapper.
Il est désigné député de la Moselle au Corps législatif en 1803, et son mandat est renouvelé en 1808. Après la première restauration, il adhère à la déchéance de l'empereur le 3 avril 1814, puis prend position en faveur de la liberté de la presse.
Il est élu représentant de la Moselle à la Chambre des Cent-Jours. Il y défend l'empire constitutionnel et prend position contre les Bourbons. Après la seconde abdication de Napoléon Bonaparte, il est contraint à l'exil par l'ordonnance du 24 juillet 1815. Il vit en Belgique puis en Bohème, avant d'être autorisé à revenir en France en 1819.